# Stiloculicoides
Stiloculicoides is een geslacht van stekende muggen uit de familie van de knutten (Ceratopogonidae).

## Soorten
- S. vauclusensis Clastrier, 1993